# Vitorchiano
Vitorchiano ist eine italienische Gemeinde in der Provinz Viterbo in der Region Latium mit 5256 Einwohnern (Stand 31. Dezember 2023). Sie liegt 82 km nördlich von Rom und 10 km nordöstlich von Viterbo.

## Geographie
Vitorchiano liegt im vulkanischen Hügelland des südlichen Tuszien zwischen dem Vicosee und dem Tiber. Die Altstadt liegt auf einem steil abfallenden Tuffblock. Es ist Mitglied der Comunità Montana dei Cimini und trägt die Bandiera Arancione ein Qualitätssiegel im Bereich Tourismus und Umwelt des TCI.

## Bevölkerung
| 1871 | 1901 | 1921 | 1951 | 1971 | 1991 | 2001 |
| ---- | ---- | ---- | ---- | ---- | ---- | ---- |
| 1959 | 2238 | 2352 | 2372 | 1903 | 2554 | 3214 |

Quelle: ISTAT

## Politik
Gemini Ciancolini wurde im Mai 2006 zum zweiten Mal zum Bürgermeister gewählt. Seit dem 16. Mai 2011 war Nicola Olivieri Bürgermeister, dessen Amt am 6. Juni 2016 Ruggero Grassotti übernahm.

## Weblinks

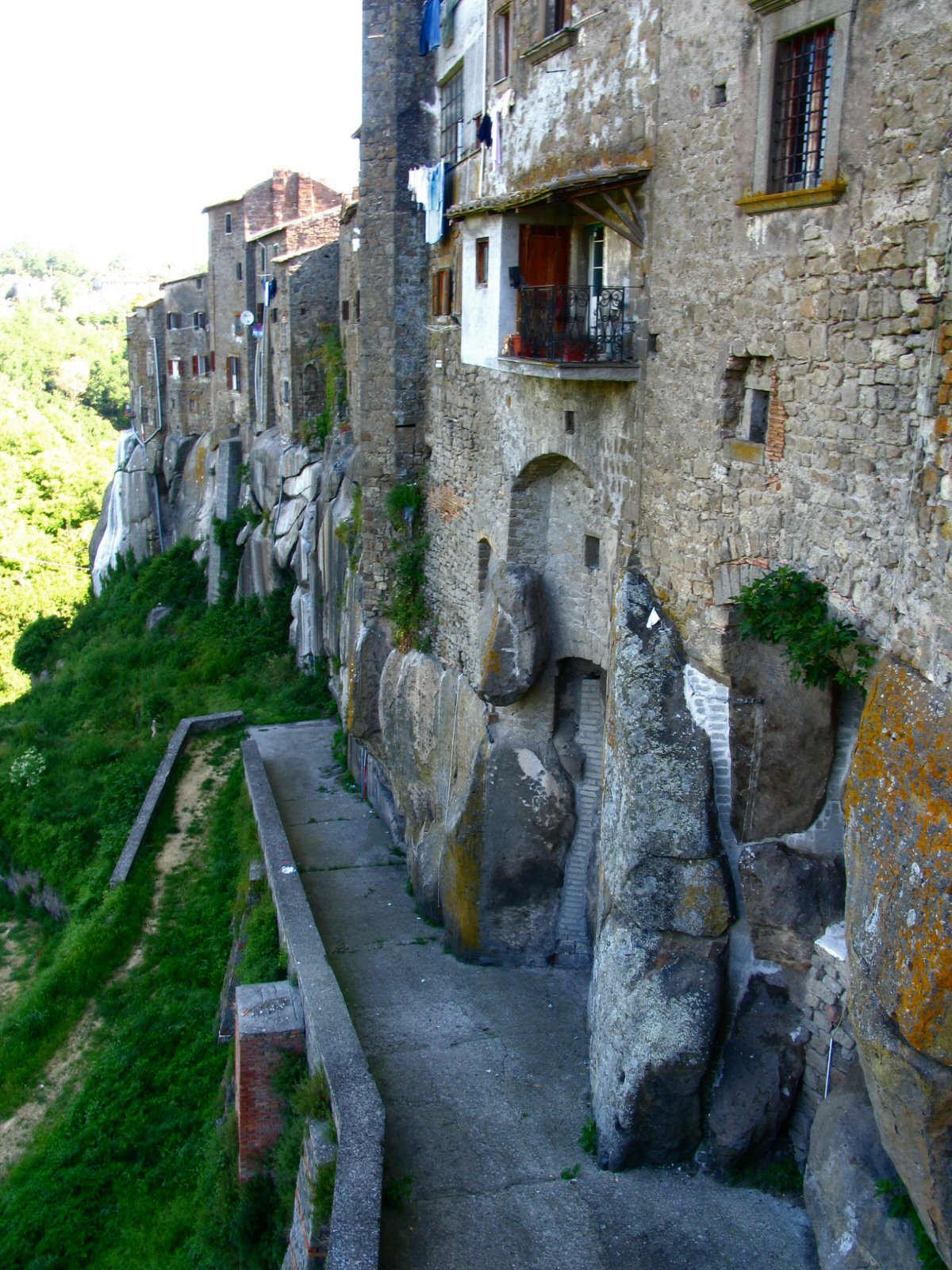
Vitorchiano, Häuser am Tuffabhang
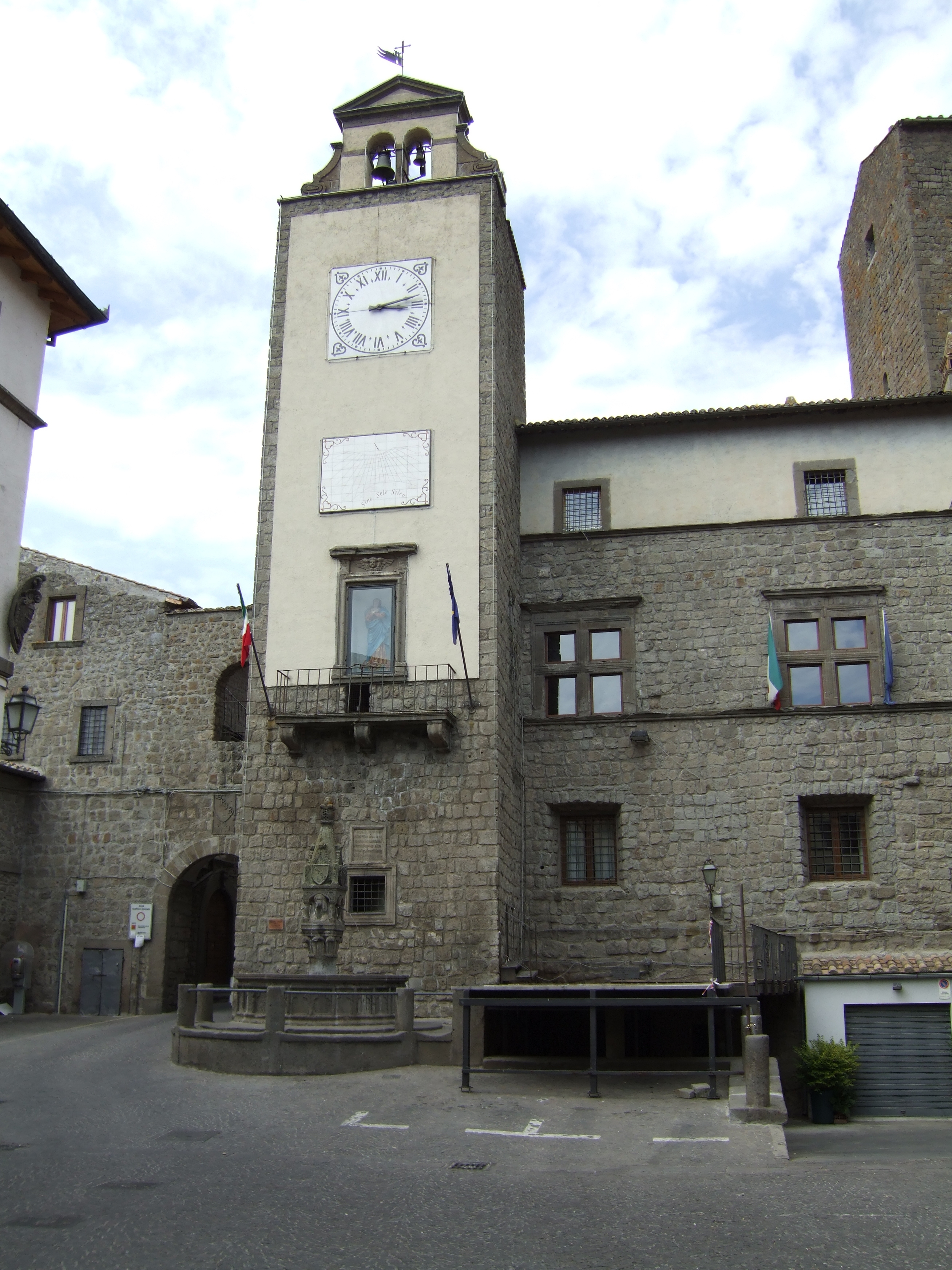
Rathaus von Vitorchiano
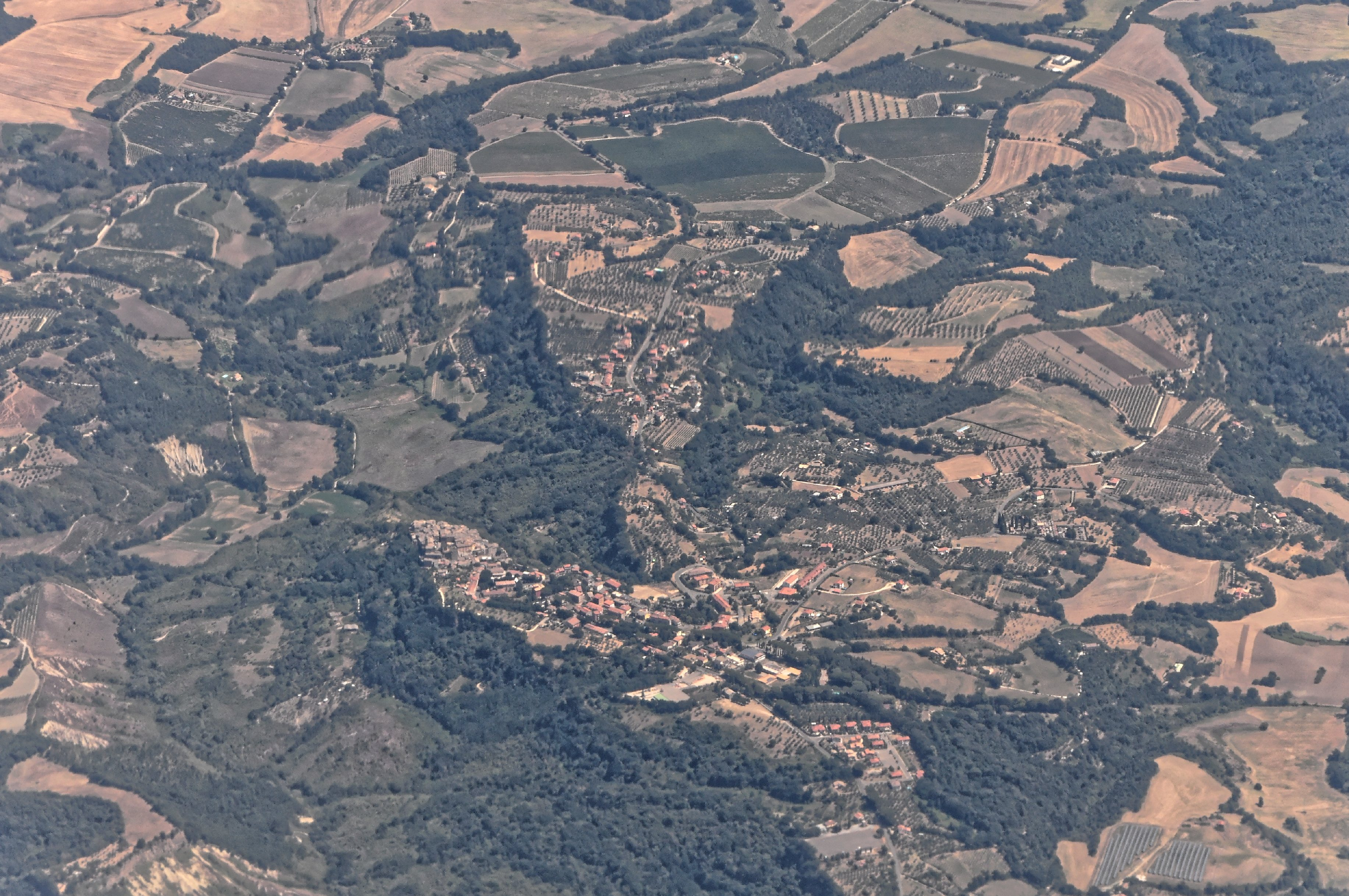
Vitorchiano von oben

## Persönlichkeiten
- Michele Pace (1625–1669), Maler